# NBA Draft 2024
De NBA Draft 2024 was de 78e editie van de jaarlijkse NBA Draft waarmee potentiële kandidaat NBA-basketballers worden gekozen door de verschillende clubs uit de NBA. Om de beurt worden er dan spelers gekozen uit een selectie van Amerikaanse amateurspelers uit de verschillende universiteiten en internationale spelers. De draft werd gehouden op 26 en 27 juni 2024 in het Barclays Center in Brooklyn en de tweede ronde in ESPN's Seaport District Studios. Het was voor de eerste keer sinds er gewerkt werd met maar twee draftrondes dat deze op twee dagen werd gehouden. Er werden voor een derde jaar op rij maar 58 spelers gekozen omdat de Phoenix Suns en de Philadelphia 76ers elk een draftpick moesten laten vallen omdat ze de NBA-regels rondom Tapping up hadden gebroken. Zaccharie Risacher werd als eerste gekozen in de eerste ronde door de Atlanta Hawks. Ajay Mitchell werd de derde Belg na Axel Hervelle in 2005 en Toumani Camara in 2023 die gekozen werd in de NBA draft. De Nederlander Quinten Post werd als 52e gekozen door de Golden State Warriors.

## Draft
| Ronde | Pick                                             | Speler               | Positie | Nationaliteit    | Team                   | School / Club            |
| ----- | ------------------------------------------------ | -------------------- | ------- | ---------------- | ---------------------- | ------------------------ |
| 1     | 1                                                | Zaccharie Risacher   | SF      | Frankrijk        | Atlanta Hawks          | JL Bourg Basket          |
| 1     | 2                                                | Alexandre Sarr       | C       | Frankrijk        | Washington Wizards     | Perth Wildcats           |
| 1     | 3                                                | Reed Sheppard        | SG      | Verenigde Staten | Houston Rockets        | Kentucky Wildcats        |
| 1     | 4                                                | Stephon Castle       | SG      | Verenigde Staten | San Antonio Spurs      | UConn Huskies            |
| 1     | 5                                                | Ron Holland          | SF      | Verenigde Staten | Detroit Pistons        | G League Ignite          |
| 1     | 6                                                | Tidjane Salaün       | SF      | Frankrijk        | Charlotte Hornets      | Cholet Basket            |
| 1     | 7                                                | Donovan Clingan      | C       | Verenigde Staten | Portland Trail Blazers | UConn Huskies            |
| 1     | 8                                                | Rob Dillingham       | PG/SG   | Verenigde Staten | San Antonio Spurs      | Kentucky Wildcats        |
| 1     | 9                                                | Zach Edey            | C       | Canada           | Memphis Grizzlies      | Purdue Boilermakers      |
| 1     | 10                                               | Cody Williams        | SG/SF   | Verenigde Staten | Utah Jazz              | Colorado Buffaloes       |
| 1     | 11                                               | Matas Buzelis        | SF/PF   | Litouwen         | Chicago Bulls          | G League Ignite          |
| 1     | 12                                               | Nikola Topić         | PG      | Servië           | Oklahoma City Thunder  | KK Crvena zvezda         |
| 1     | 13                                               | Devin Carter         | SG      | Verenigde Staten | Sacramento Kings       | Providence Friars        |
| 1     | 14                                               | Bub Carrington       | SG      | Verenigde Staten | Portland Trail Blazers | Pittsburgh Panthers      |
| 1     | 15                                               | Kel'el Ware          | C       | Verenigde Staten | Miami Heat             | Indiana Hoosiers         |
| 1     | 16                                               | Jared McCain         | PG      | Verenigde Staten | Philadelphia 76ers     | Duke Blue Devils         |
| 1     | 17                                               | Dalton Knecht        | SF      | Verenigde Staten | Los Angeles Lakers     | Tennessee Volunteers     |
| 1     | 18                                               | Tristan da Silva     | PF      | Duitsland        | Orlando Magic          | Colorado Buffaloes       |
| 1     | 19                                               | Ja'Kobe Walter       | SG      | Verenigde Staten | Toronto Raptors        | Baylor Bears             |
| 1     | 20                                               | Jaylon Tyson         | SF      | Verenigde Staten | Cleveland Cavaliers    | California Golden Bears  |
| 1     | 21                                               | Yves Missi           | C       | Kameroen         | New Orleans Pelicans   | Baylor Bears             |
| 1     | 22                                               | DaRon Holmes II      | PF      | Verenigde Staten | Phoenix Suns           | Dayton Flyers            |
| 1     | 23                                               | AJ Johnson           | SG      | Verenigde Staten | Milwaukee Bucks        | Illawarra Hawks          |
| 1     | 24                                               | Kyshawn George       | SG      | Zwitserland      | New York Knicks        | Miami Hurricanes         |
| 1     | 25                                               | Pacôme Dadiet        | SF      | Frankrijk        | New York Knicks        | Ratiopharm Ulm           |
| 1     | 26                                               | Dillon Jones         | SF      | Verenigde Staten | Washington Wizards     | Weber State Wildcats     |
| 1     | 27                                               | Terrence Shannon Jr. | SG      | Verenigde Staten | Minnesota Timberwolves | Illinois Fighting Illini |
| 1     | 28                                               | Ryan Dunn            | SF      | Verenigde Staten | Denver Nuggets         | Virginia Cavaliers       |
| 1     | 29                                               | Isaiah Collier       | PG      | Verenigde Staten | Utah Jazz              | USC Trojans              |
| 1     | 30                                               | Baylor Scheierman    | SG/SF   | Verenigde Staten | Boston Celtics         | Creighton Bluejays       |
| 2     | 31                                               | Jonathan Mogbo       | PF      | Verenigde Staten | Toronto Raptors        | San Francisco Dons       |
| 2     | 32                                               | Kyle Filipowski      | PF/C    | Verenigde Staten | Utah Jazz              | Duke Blue Devils         |
| 2     | 33                                               | Tyler Smith          | SF/PF   | Verenigde Staten | Milwaukee Bucks        | G League Ignite          |
| 2     | 34                                               | Tyler Kolek          | PG      | Verenigde Staten | Portland Trail Blazers | Marquette Golden Eagles  |
| 2     | 35                                               | Johnny Furphy        | SG/SF   | Australië        | San Antonio Spurs      | Kansas Jayhawks          |
| 2     | 36                                               | Juan Núñez           | PG      | Spanje           | Indiana Pacers         | Ratiopharm Ulm           |
| 2     | 37                                               | Bobi Klintman        | SF/PF   | Zweden           | Minnesota Timberwolves | Cairns Taipans           |
| 2     | 38                                               | Ajay Mitchell        | PG/SG   | België           | New York Knicks        | UC Santa Barbara Gauchos |
| 2     | 39                                               | Jaylen Wells         | SF      | Verenigde Staten | Memphis Grizzlies      | Washington State Cougars |
| 2     | 40                                               | Oso Ighodaro         | PF/C    | Verenigde Staten | Portland Trail Blazers | Marquette Golden Eagles  |
| 2     | 41                                               | Adem Bona            | PF/C    | Turkije          | Philadelphia 76ers     | UCLA Bruins              |
| 2     | 42                                               | KJ Simpson           | PG      | Verenigde Staten | Charlotte Hornets      | Colorado Buffaloes       |
| 2     | 43                                               | Nikola Đurišić       | SG/SF   | Servië           | Miami Heat             | KK Mega Basket           |
| 2     | 44                                               | Pelle Larsson        | SG/SF   | Zweden           | Houston Rockets        | Arizona Wildcats         |
| 2     | 45                                               | Jamal Shead          | PG      | Verenigde Staten | Sacramento Kings       | Houston Cougars          |
| 2     | 46                                               | Cam Christie         | SG      | Verenigde Staten | Los Angeles Clippers   | Minnesota Golden Gophers |
| 2     | 47                                               | Antonio Reeves       | SG/SF   | Verenigde Staten | Orlando Magic          | Kentucky Wildcats        |
| 2     | 48                                               | Harrison Ingram      | SF/PF   | Verenigde Staten | San Antonio Spurs      | North Carolina Tar Heels |
| 2     | Philadelphia 76ers (overgeslagen door tampering) |                      |         |                  |                        |                          |
| 2     | 49                                               | Tristen Newton       | PG/SG   | Verenigde Staten | Indiana Pacers         | UConn Huskies            |
| 2     | 50                                               | Enrique Freeman      | SF/PF   | Verenigde Staten | Indiana Pacers         | Akron Zips               |
| 2     | 51                                               | Melvin Ajinça        | SF      | Frankrijk        | Washington Wizards     | Saint-Quentin BB         |
| 2     | 52                                               | Quinten Post         | C       | Nederland        | Golden State Warriors  | Boston College Eagles    |
| 2     | 53                                               | Cam Spencer          | SG      | Verenigde Staten | Detroit Pistons        | UConn Huskies            |
| 2     | 54                                               | Anton Watson         | PF      | Verenigde Staten | Boston Celtics         | Gonzaga Bulldogs         |
| 2     | 55                                               | Bronny James         | SG      | Verenigde Staten | Los Angeles Lakers     | USC Trojans              |
| 2     | 56                                               | Kevin McCullar Jr.   | SG      | Verenigde Staten | Denver Nuggets         | Kansas Jayhawks          |
| 2     | 57                                               | Ulrich Chomche       | PF/C    | Kameroen         | Memphis Grizzlies      | APR BBC                  |
| 2     | Phoenix Suns (overgeslagen door tampering)       |                      |         |                  |                        |                          |
| 2     | 58                                               | Ariel Hukporti       | C       | Duitsland        | Dallas Mavericks       | Riesen Ludwigsburg       |

1947 · 1948 · 1949 · 1950 · 1951 · 1952 · 1953 · 1954 · 1955 · 1956 · 1957 · 1958 · 1959 · 1960 · 1961 · 1962 · 1963 · 1964 · 1965 · 1966 · 1967 · 1968 · 1969 · 1970 · 1971 · 1972 · 1973 · 1974 · 1975 · 1976 · 1977 · 1978 · 1979 · 1980 · 1981 · 1982 · 1983 · 1984 · 1985 · 1986 · 1987 · 1988 · 1989 · 1990 · 1991 · 1992 · 1993 · 1994 · 1995 · 1996 · 1997 · 1998 · 1999 · 2000 · 2001 · 2002 · 2003 · 2004 · 2005 · 2006 · 2007 · 2008 · 2009 · 2010 · 2011 · 2012 · 2013 · 2014 · 2015 · 2016 · 2017 · 2018 · 2019 · 2020 · 2021 · 2022 · 2023 · 2024